# Thury-en-Valois
Thury-en-Valois là một xã thuộc tỉnh Oise trong vùng Hauts-de-France phía bắc nước Pháp. Xã này nằm ở khu vực có độ cao trung bình 140 mét trên mực nước biển.